# Biały Koń z Uffington
Biały Koń z Uffington – stylizowana figura o długości 110 m, uznawana za geoglif położona w okolicach miejscowości Uffington (hrabstwo Oxfordshire), na zboczu góry White Horse Hill. Powstała przez usunięcie roślinności z białego wapiennego podłoża. Szacuje się, że figurę stworzyli Celtowie na przełomie epoki brązu i epoki żelaza (ok. 1400 – 600 r. p.n.e.).
W celu ochrony przed zarośnięciem geoglif jest regularnie odnawiany poprzez uzupełnianie wapienia.